# Raión de Páshkovskaya
El raión de Krasnodar (del ruso: Краснодарский район) fue una división administrativa del krai de Krasnodar de la Unión Soviética entre los años 1940 y 1953. Su centro era la stanitsa Páshkovskaya.

## Historia
El raión de Páshkovskaya fue creado el 27 de febrero de 1940 dentro del krai de Krasnodar. Estaba compuesto por los selsoviets Páshkovski y Kalíninski. 
El 22 de agosto de 1953 se decidió disolver el raión. El selsoviet Páshkovski pasó a formar parte del raión de Plastunóvskaya y el Kalininski al raión de Novotítarovskaya.